# Causeries à la Bourse du travail
 (avril 2008).
Si vous disposez d'ouvrages ou d'articles de référence ou si vous connaissez des sites web de qualité traitant du thème abordé ici, merci de compléter l'article en donnant les références utiles à sa vérifiabilité et en les liant à la section « Notes et références ».

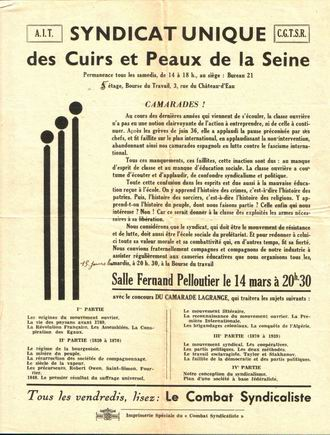
Appel à la causerie du 14 mars 1939

Les causeries à la Bourse du travail étaient des séances d'information qui se tenaient à la Bourse du travail à l'initiative des syndicats ouvriers appartenant à l'AIT.
Ces séances d'information avaient pour but de donner une culture politique et historique aux ouvriers, dans une préoccupation qui se rapproche de celle des encyclopédistes à laquelle s'ajoute l'objectif de faire évoluer les rapports sociaux.

## Appel à une causerie
L'appel à une causerie programmée pour le 14 mars 1939 - organisée par la CGT-SR - présente assez clairement la raison d'être des causeries et le programme présenté permet de se faire une idée de son contenu.
Le texte de cet appel, dont l'affiche apparaît à droite, est le suivant :
CAMARADES !
Au cours des dernières années qui viennent de s'écouler, la classe ouvrière n'a pas eu une notion clairvoyante de l'action à entreprendre, ni de celle à continuer. Après les grèves de juin 36, elle a applaudi la pause préconisée par ses  chefs, et fit faillite sur le plan international, en applaudissant la non-intervention, abandonnant ainsi nos camarades espagnols en lutte contre le fascisme international.
Tous ces manquements, ces faillites, cette inaction sont dus : au manque d'esprit de classe et au manque d'éducation sociale. La classe ouvrière a coutume d'écouter et d'applaudir, de confondre syndicalisme et politique. Toute cette confusion dans les esprits est due aussi à la mauvaise éducation reçue à l'école. On y apprend l'histoire des crimes, c'est-à-dire l'histoire des patries. Puis, l'histoire des sorciers, c'est-à-dire l'histoire des religions. Y apprend-t-on l'histoire du peuple, dont nous faisons partie ? Celle enfin qui nous intéresse ? Non ! Car ce serait donner à la classe des exploités les armes nécessaires à sa libération.
Nous considérons que le syndicat, qui doit être le mouvement de résistance et de lutte, doit aussi être l'école sociale du prolétariat. Et pour redonner à celui-ci toute sa valeur morale et sa combattivité qui, en d'autres temps, fit sa fierté. Nous convions fraternellement compagnes et compagnons de notre industrie à assister régulièrement aux causeries éducatives que nous organisons tous les quinze jours, les mardis, à 20 h. 30, à la Bourse du travail.
Salle Fernand Pelloutier le 14 mars 1939 à 20h. 30 avec le concours DU CAMARADE LAGRANGE, qui traitera les sujets suivants :
- Ire partie
  - Les origines du mouvement ouvrier.
  - La vie des paysans avant 1789.
  - La Révolution française. Les Assemblées. La Conspiration des Égaux.

- IIe partie (1830 à 1870)
  - Le régime de la bourgeoisie.
  - La misère du peuple.
  - La résurrection des sociétés de compagnonnage.
  - Le siècle de la vapeur.
  - Les précurseurs. Robert Owen. Saint-Simon. Fourrier.
  - 1848. Le premier résultat du suffrage universel
  - Le mouvement littéraire
  - La reconnaissance du mouvement ouvrier. La Première Internationale.
  - Les brigandages coloniaux. La conquête de l'Algérie.

- IIIe partie (1870 à 1939)
  - Le mouvement syndical. Les coopératives.
  - Les partis politiques. Les deux méthodes.
  - Le travail esclavagiste. Taylor et Stakhanov.
  - La faillite de la démocratie et des partis politiques.

- IVe partie
  - Notre conception du syndicalisme.
  - Plan d'une société à base fédéraliste